# ケリー・ヴィッツ
ケリー・ヴィッツ（Kelly Vitz、1988年6月10日 - ）は、アメリカ合衆国の女優。

## 出演作品
- スカイ・ハイ (マジェンダ)
- 美少女探偵ナンシー・ドリュー（トリッシュ）
- レオニー (映画)(アイリス・ギルモア）